# Kalthoum Ben Rejeb
Kalthoum Ben Rejeb, épouse Guezzah, est une femme politique tunisienne. Elle est ministre du Commerce et du Développement des exportations de janvier 2023 à août 2024.

## Biographie

### Études
En 1991, Kalthoum Ben Rejeb obtient une maîtrise en droit public de la faculté de droit de Sousse. Elle est également énarque.

### Carrière professionnelle
Elle effectue sa carrière au sein du ministère des Finances, d'abord comme conseillère des services publics, membre de la direction générale du contrôle fiscal. Elle occupe ensuite la fonction de responsable de l'unité du contentieux fiscal et de la conciliation juridictionnelle puis, par intérim, celle de directrice générale des impôts,.
Le 7 mars 2022, au sein du ministère, elle devient médiatrice fiscale,.

### Ministre du Commerce et du Développement des exportations
Le 12 janvier 2023, elle est nommée ministre du Commerce et du Développement des exportations dans le gouvernement de Najla Bouden.